# إيفا بويغ
إيفا بويغ (بالإسبانية: Eva Puig)‏ هي ممثلة مكسيكية، ولدت في 3 فبراير 1894 في كواتزاكوالكوس في المكسيك، وتوفيت في 6 أكتوبر 1968 في Panorama City, Los Angeles ‏ في الولايات المتحدة.

## وصلات خارجية
- إيفا بويغ على موقع IMDb (الإنجليزية)
- إيفا بويغ على موقع أول موفي (الإنجليزية)
- إيفا بويغ على موقع قاعدة بيانات الأفلام السويدية (السويدية)
- إيفا بويغ على موقع قاعدة بيانات الفيلم (الإنجليزية)
- إيفا بويغ على موقع كينوبويسك (الروسية)